# Aeropuerto de Muqeible
El Aeropuerto de Muqeible es un campo de aviación militar abandonado situado en el norte de Cisjordania, Palestina, cerca de 1 km al suroeste de la localidad de Muqeible, en la vecina Israel y a 3 km al norte de Yenín.
El aeródromo fue construido en 1917 en el sur de la Siria otomana por la Luftstreitkräfte de Alemania. En 1918, tras la batalla de Megido, el aeropuerto fue utilizado como campo de aviación militar de la Real Fuerza Aérea Británica, siendo designado como RAF Muqeible. También fue utilizado por la Fuerza Aérea del Ejército de Estados Unidos durante la campaña de la Segunda Guerra Mundial en África del Norte.
Después de la guerra, el aeródromo parece haber sido abandonado. Hoy en día, el aeródromo se compone de dos pistas de hormigón en ruinas, la del este a oeste aún permanecen con un camino establecido sobre la pista.